# Svetovno prvenstvo športnih dirkalnikov sezona 1977
Svetovno prvenstvo športnih dirkalnikov sezona 1977 je bila petindvajseta sezona Svetovnega prvenstva športnih dirkalnikov, ki je potekalo med 5. februarjem in 23. oktobrom 1977. Naslov konstruktorskega prvaka sta osvojila Porsche (S) in Alfa Romeo (GT).

## Spored dirk

### Športni dirkalniki
| Št | Ime                                  | Dirkališče                | Datum         |
| -- | ------------------------------------ | ------------------------- | ------------- |
| 1  | 500 km Dijona                        | Dijon-Prenois             | 17. april     |
| 2  | Trofeo Filippo Caracciola            | Autodromo Nazionale Monza | 24. april     |
| 3  | Trofeo Ignazio Giunti                | Vallelunga Circuit        | 2. junij      |
| 4  | Coppa Floria                         | Autodromo di Pergusa      | 19. junij     |
| 5  | Prémio International de Costa do Sol | Autódromo do Estoril      | 10. julij     |
| 6  | 500 km Le Castelleta                 | Circuit Paul Ricard       | 24. julij     |
| 7  | 250 km Imole                         | Autodromo Dino Ferrari    | 4. september  |
| 8  | Elan Trophae                         | Salzburgring              | 18. september |

### Dirkalniki GT
| Št | Ime                  | Dirkališče                     | Datum                 |
| -- | -------------------- | ------------------------------ | --------------------- |
| 1  | 24 ur Daytone        | Daytona International Speedway | 5. februar 6. februar |
| 2  | 6 ur Mugella         | Mugello Circuit                | 20. marec             |
| 3  | 6 ur Kosset          | Silverstone Circuit            | 15. maj               |
| 4  | 1000 km Nürburgringa | Nürburgring                    | 29. maj               |
| 5  | 6 ur Watkins Glena   | Watkins Glen International     | 9. julij              |
| 6  | 6 ur Mosporta        | Mosport Park                   | 20. avgust            |
| 7  | 6 ur Rivet Supplyja  | Brands Hatch                   | 25. september         |
| 8  | Hessen Preis         | Hockenheimring                 | 9. oktober            |
| 9  | 6 ur Vallelunga      | Vallelunga Circuit             | 23. oktober           |

## Rezultati

### Po dirkah

#### Športni dirkalniki
| Št | Dirkališče   | Zmag. moštvo                       | Poročilo |
| Št | Dirkališče   | Zmag. dirkač(a)                    | Poročilo |
| -- | ------------ | ---------------------------------- | -------- |
| 1  | Dijon        | #1 Autodelta SpA                   | Poročilo |
| 1  | Dijon        | Arturo Merzario Jean-Pierre Jarier | Poročilo |
| 2  | Monza        | #2 Autodelta SpA                   | Poročilo |
| 2  | Monza        | Vittorio Brambilla                 | Poročilo |
| 3  | Vallelunga   | #2 Autodelta SpA                   | Poročilo |
| 3  | Vallelunga   | Vittorio Brambilla                 | Poročilo |
| 4  | Pergusa      | #1 Autodelta SpA                   | Poročilo |
| 4  | Pergusa      | Arturo Merzario                    | Poročilo |
| 5  | Estoril      | #1 Autodelta SpA                   | Poročilo |
| 5  | Estoril      | Arturo Merzario                    | Poročilo |
| 6  | Paul Ricard  | #1 Autodelta SpA                   | Poročilo |
| 6  | Paul Ricard  | Arturo Merzario Jean-Pierre Jarier | Poročilo |
| 7  | Imola        | #2 Autodelta SpA                   | Poročilo |
| 7  | Imola        | Vittorio Brambilla                 | Poročilo |
| 8  | Salzburgring | #2 Autodelta SpA                   | Poročilo |
| 8  | Salzburgring | Vittorio Brambilla                 | Poročilo |

#### Dirkalniki GT
| Št | Dirkališče     | Zmag. moštvo                               | Poročilo |
| Št | Dirkališče     | Zmag. dirkač(a)                            | Poročilo |
| -- | -------------- | ------------------------------------------ | -------- |
| 1  | Daytona        | #43 Ecurie Escargot                        | Poročilo |
| 1  | Daytona        | Hurley Haywood Dave Helmick John Graves    | Poročilo |
| 2  | Mugello        | #2 Martini Racing                          | Poročilo |
| 2  | Mugello        | Rolf Stommelen Manfred Schurti             | Poročilo |
| 3  | Silverstone    | #1 Martini Racing                          | Poročilo |
| 3  | Silverstone    | Jochen Mass Jacky Ickx                     | Poročilo |
| 4  | Nürburgring    | #3 Gelo Racing                             | Poročilo |
| 4  | Nürburgring    | Rolf Stommelen Toine Hezemans Tim Schenken | Poročilo |
| 5  | Watkins Glen   | #1 Martini Racing                          | Poročilo |
| 5  | Watkins Glen   | Jochen Mass Jacky Ickx                     | Poročilo |
| 6  | Mosport        | #7 Heimrath Racing                         | Poročilo |
| 6  | Mosport        | Ludwig Heimrath Paul Miller                | Poročilo |
| 7  | Brands Hatch   | #1 Martini Racing                          | Poročilo |
| 7  | Brands Hatch   | Jochen Mass Jacky Ickx                     | Poročilo |
| 8  | Hockenheimring | #4 Porsche Kremer Racing                   | Poročilo |
| 8  | Hockenheimring | Bob Wollek John Fitzpatrick                | Poročilo |
| 9  | Vallelunga     | #3 Scuderia Vesuvio                        | Poročilo |
| 9  | Vallelunga     | Luigi Moreschi "Dino"                      | Poročilo |

### Konstruktorsko prvenstvo
Točkovanje po sistemu 20-15-12-10-8-6-4-3-2-1, točke dobi le najbolje uvrščeni dirkalnik posameznega konstruktorja. Stelo je šest oziroma sedem najboljših rezultatov.

#### Športni dirkalniki
| Poz | Konstruktor | 1. | 2. | 3. | 4. | 5. | 6. | 7. | 8. | Skupaj |
| --- | ----------- | -- | -- | -- | -- | -- | -- | -- | -- | ------ |
| 1   | Alfa Romeo  | 20 | 20 | 20 | 20 | 20 | 20 | 20 | 20 | 120    |
| 2   | Osella      | 15 | 15 | 12 | 12 |    | 4  | 15 |    | 73     |
| 3   | Lola        | 12 | 4  |    |    | 10 | 6  | 6  | 10 | 48     |
| 4   | Chevron     | 8  | 3  | 10 |    |    | 12 | 8  |    | 41     |
| 5   | Sauber      |    |    |    | 15 | 8  | 8  |    |    | 31     |
| 6   | Tojeiro     |    |    |    |    |    | 15 |    |    | 15     |
| 7   | AMS         |    |    | 4  |    |    |    | 10 |    | 14     |
| 8   | McLaren     |    | 10 |    |    |    |    | 3  |    | 13     |
| 9   | March       |    |    |    |    |    |    |    | 8  | 8      |

#### Prvenstvo GT
| Poz | Konstruktor | 1. | 2. | 3. | 4. | 5. | 6. | 7.  | 8. | 9. | Skupaj |
| --- | ----------- | -- | -- | -- | -- | -- | -- | --- | -- | -- | ------ |
| 1   | Porsche     | 20 | 20 | 20 | 20 | 20 | 20 | 10  | 20 | 20 | 140    |
| 2   | BMW         |    |    | 10 | 12 |    | 15 | 1.5 | 12 |    | 50.5   |
| 3=  | Jaguar      |    |    |    |    |    | 12 |     |    |    | 12     |
| 3=  | De Tomaso   |    |    |    |    |    |    |     |    | 12 | 12     |
| 5   | Ferrari     | 8  |    |    |    |    |    |     |    |    | 8      |
| 6   | Chevrolet   | 6  |    |    |    |    | 2  |     |    |    | 8      |
| 7=  | Lancia      |    | 3  |    |    |    |    |     |    |    | 3      |
| 7=  | Fiat        |    |    |    |    |    |    |     |    | 3  | 3      |
| 9   | Ford        |    | 2  |    |    |    |    |     |    |    | 2      |

##### Pod 2.0L
| Poz | Konstruktor | 1. | 2. | 3. | 4. | 5. | 6. | 7.  | 8. | 9. | Skupaj |
| --- | ----------- | -- | -- | -- | -- | -- | -- | --- | -- | -- | ------ |
| 1   | BMW         |    |    | 20 | 20 |    | 20 | 10  | 20 |    | 90     |
| 2   | Ford        |    | 20 |    | 12 |    |    |     |    |    | 32     |
| 3   | Fiat        |    |    |    |    |    |    |     |    | 20 | 20     |
| 4   | Porsche     |    |    |    |    |    |    |     | 15 |    | 15     |
| 5   | Lotus       |    |    |    |    |    |    | 7.5 |    |    | 7.5    |
| 6   | Mitsubishi  |    |    |    |    |    |    | 6   |    |    | 6      |
| 7   | Volkswagen  |    |    |    | 4  |    |    |     |    |    | 4      |